# شبدر چهارپر (سرده)
شبدر چهارپر (سرده) (نام علمی: Marsilea) نام یک سرده از تیره شبدرآبیان است.